# Bowlus CG-8
El Bowlus CG-8 fue un prototipo de planeador de transporte estadounidense de la Segunda Guerra Mundial, que se construiría para el Ejército de los Estados Unidos. Se fabricó un ejemplar, pero el modelo no entró en producción y el programa fue cancelado.

## Diseño y desarrollo
El Ejército concedió un contrato a Bowlus Sailplanes por un planeador de ocho asientos y otro de quince, siendo designado el más pequeño como XCG-7 y el mayor, XCG-8. La compañía se encontró con serios problemas en el diseño del mayor XCG-8 y solicitó la asistencia de la Douglas Aircraft Company, que no sirvió de nada, ya que el XCG-8 no pasó las pruebas y no entró en producción. El planeador estaba fabricado de madera y tela, y resultó destruido durante una tormenta en junio de 1943.

## Variantes
XCG-8
Prototipo de planeador de quince asientos, uno construido.

## Operadores
Estados Unidos
- Fuerzas Aéreas del Ejército de los Estados Unidos

## Especificaciones (XCG-8)
Referencia datos: Mrazek

### Características generales
- Tripulación: Dos (piloto, copiloto)
- Capacidad: Quince soldados completamente equipados
- Longitud: 13,7 m (45 ft)
- Envergadura: 27,4 m (90 ft)
- Superficie alar: 82 m² (882,7 ft²)
- Peso vacío: 3379 kg (7447,3 lb)
- Peso máximo al despegue: 5012 kg (11 046,4 lb)

### Rendimiento
- Velocidad crucero (Vc): 193 km/h (120 MPH; 104 kt) (remolcado)
- Velocidad de entrada en pérdida (Vs): 113 km/h (70 MPH; 61 kt)

## Aeronaves relacionadas

### Desarrollos relacionados
- Bowlus CG-7

### Secuencias de designación
- Secuencia CG-_ (Planeadores de Carga del USAAC/USAAF, 1941-1948): ←  CG-5 - CG-6 - CG-7 - CG-8 - CG-9 - CG-10 - CG-11 →